# Без назива (филм)
Без назива је југословенски ТВ филм из 1971. године. Режирао га је Горан Марковић, а сценарио су писали Данило Киш и Горан Марковић.

## Улоге
| Глумац                    | Улога |
| ------------------------- | ----- |
| Зорица Кољевић            |       |
| Горан Марковић            |       |
| Бранислав Цига Миленковић |       |
| Данило Бата Стојковић     |       |
| Горан Султановић          |       |

## О филму
Без назива је полусатни телевизијски филм који је као свој дипломски рад Горан Марковић снимио у продукцији Телевизије Београд 1970. године. Пре тога је Марковић за редакцију Другог програма ТВ Београд снимио низ документарних телевизијских филмова (најпознатији из популарне серијеНеобавезно) а „Без назива“ је његов први покушај са играним филмом. Снимљен је према истоименој приповеци Бориса Пиљњака а у писању сценарија је узео учешћа и Данило Киш. Он се, међутим, после неуспешне појаве овог филма на Фестивалу краткометражног филма у Београду 1971. одрекао ауторства на овом филму. Без назива није имао било каквог успеха и многи сматрају да представља велики Марковићев неуспех.